# フランス国鉄TGS気動車
TGS（Turbine à gaz spécial）はフランス国鉄初のガスタービンエンジンを用いた気動車である。1967年に試作編成が製造され、動力車はX 4365、付属車はXR 8579の形式名が付与されている。
試作編成は若干調整され、空気力学に基いた流線型の鼻が追加されるなどした。付属車は810KWのタービンを装備する車両に変わった。試作編成はもともと、"TGV"と呼ばれていたがその後、1970年代に試験的に運行を始めていたパリ・シェルブール間のガスタービンの試作車系列 ETG (Elements gas turbine) に合わせて「特別ガスタービン車」を表すTGSと言う名称になっている。
様々なトライアルを経て、最高速度は250km/hを上回るようになる。その後は団体客などのグループ客用の列車に運用された。

## 諸元
- 編成名 - TGS
- 所有 - フランス国鉄
- 製造 - ANF/チュルボメカ/フランス国鉄
- 形式 - X 4365 + X 2061/TA 101 + TAD 102
- 製造年 - 1967年
- 最高速度 - 250km/h
- 編成長 - 44.35m
- 編成構成 - M1 + M2
- 出力 - 330kW（X 4365)/810kW（X 2061）
- 燃料 - ケロシン
- 定員 - 2等 60名+1等28名（サロン6名）
- 重量 - 38,5t（X 4365）+ 37,4t（X 2061）